# Bằng sáng chế Hoa Kỳ số 6469

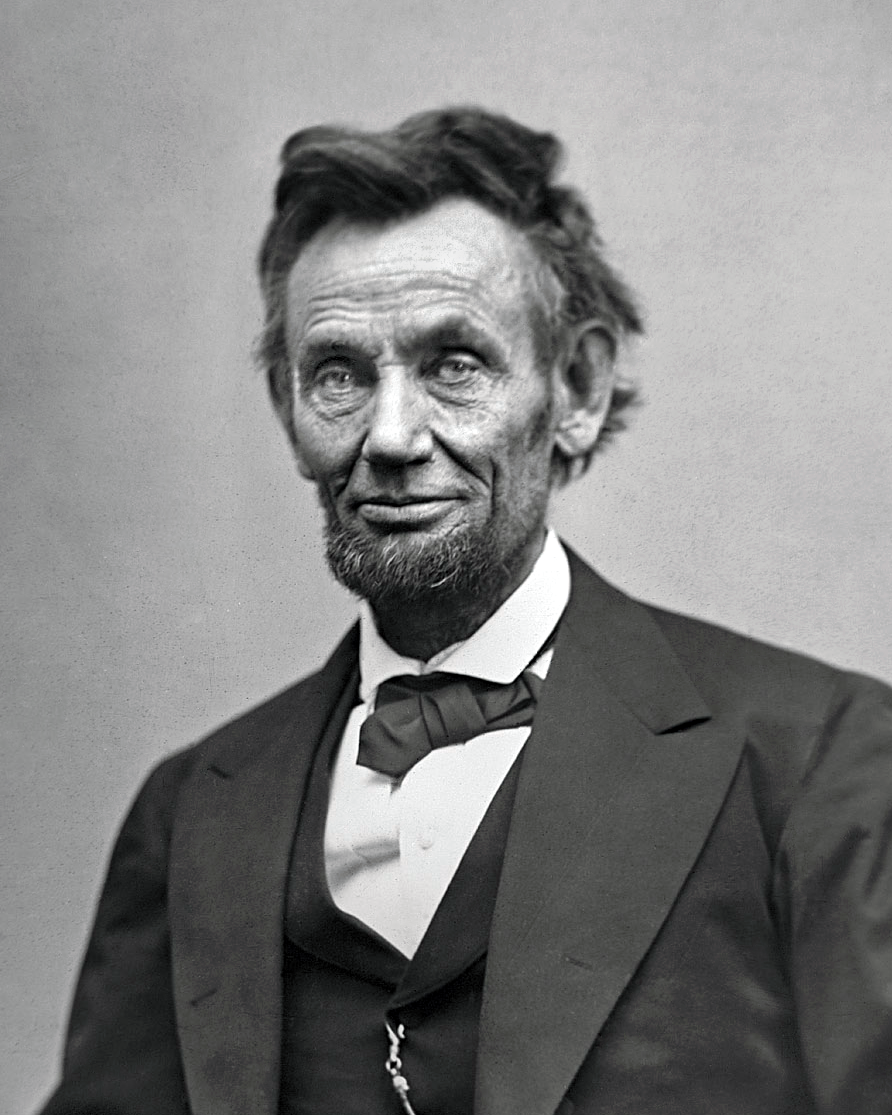
Tổng thống Abraham Lincoln

Bằng sáng chế số 6469 cấp tại Hoa Kỳ cho sáng chế ứng dụng cho các con tàu hơi nước vào thế kỷ 19, giúp những con tàu vượt qua bãi cạn mà không cần bốc dỡ hàng hoá khỏi tàu. Chủ nhân của bằng sáng chế là Tổng thống Abraham Lincoln, với tấm bằng sáng chế này ông trở thành vị Tổng thống đầu tiên trong lịch sử của nước Mỹ có bằng sáng chế.

## Lịch sử
Trên thực tế nhiều người xem vị tổng thống thứ ba của nước Mỹ, Thomas Jefferson là nhà sáng chế vĩ đại nhất từng sống ở Nhà Trắng. Nhưng vị Tổng thống này chưa bao giờ lấy bằng sáng chế cho những ý tưởng của mình. Trong lịch sử nước Mỹ, chỉ duy nhất một Tổng thống từng được cấp bằng sáng chế cho dù bình thường ông ít quan tâm đến công nghệ, đó là Tổng thống Abraham Lincoln.
Vào cuối những năm 1840, Lincoln là đại biểu Quốc hội của bang Illinois. Ông thường đi lại giữa Washington và Illinois trên con tàu chạy bằng hơi nước Great Lakes. Một lần tàu bị mắt kẹt ở bãi cát ngay giữa sông. Tất cả hành khách và hàng hoá phải chuyển đi để con tàu nổi dần lên. Đó là một quá trình dài và buồn tẻ.
Điều này mang đến cho Lincoln một ý tưởng, khi trở về văn phòng luật sư của mình ở Illinois, ông bắt đầu sáng chế ra một thiết bị có thể làm con tàu nổi lên mà không cần phải làm cho nó nhẹ đi bằng việc bóc dở hàng hoá xuống. Ông tranh thủ gọt đẽo mô hình giữa các phiên toà. Kết quả, ông nhận được bằng sáng chế số 6469: "Cách làm nổi những con tàu lớn".

## Nội dung bằng sáng chế
Ý tưởng của Lincoln là thêm vào "các khoang chứa không khí có thể điều chỉnh được" bên dưới gấn nước. Khi bị mắc kẹt, những khoang này sẽ được làm đầy khí để con tàu nổi lên. Nó gần giống với ý tưởng các nhà sáng chế sau này sử dụng để tạo ra tàu ngầm hiện đại.

## Nhận xét
Sáng chế của Lincoln được chứng minh là không thực tế và không được đưa vào sản xuất. Nhưng nó đã cho thấy vị luật sư có tài xoay xở này sở hữu một trí tuệ đầy sáng tạo và dám thực hiện những ý tưởng mới. Đó là ý chí mà nước Mỹ rất cần trong những năm tháng bất ổn sau này.

## Trích nguồn
(tiếng Anh)
- The Greatest Stories Never Told - 100 tales from history to astonish, bewilder, and stupefy_Rick Beyer.
- Nội dung bằng sáng chế Hoa Kỳ số 6469